# Pales marae
Pales marae là một loài ruồi trong họ Tachinidae.